# Omit (Band)
Omit ist eine 2009 gegründete Gothic-Metal- und Atmospheric-Doom-Band.

## Geschichte
Der zeitweilige Funeral- und Fallen-Musiker Kjetil Ottersen initiierte mit Tom Simonsen und Cecilie Langlie Omit 2009. Die Sängerin Langlie fasste die Idee zur Band mit dem Multiinstrumentalisten Ottersen, nachdem beide die Gruppe Fallen verlassen hatten. Aus der Phase war nach Langlie viel angefangenes Songmaterial übrig, dass die Musiker nicht verfallen sehen wollten, wodurch der Entschluss zu Omit gefasst wurde. Als Mitmusiker lud das Duo den Multiinstrumentalisten Tom Simonsen, mit dem sie zuvor in Vagrant God kooperiert hatten. Gemeinsam fügte das Trio die Stücke zusammen und arrangierte das Debüt. Langlie schrieb hierbei primär Simonsen die Leistung des kompositorischen Zusammenfügens zu. Mitunter griff die Band auf Texte des ehemaligen Funeral-Sängers Einar Fredriksen, dessen Gedichte auch von Fallen vertont wurden und dessen Suizid bereits die Entstehung des Fallen-Debüts beeinflusst hatte, zurück. Bezugnehmend wurde gemutmaßt, dass Omit die musikalische Fortführung der gescheiterten Zusammenarbeit mit Anders Eek als Fallen sei und Omit als Folgeprojekt betrachtet werden könne.

## Werk und Wirkung
Zur Veröffentlichung des Debüts Repose 2011 gründeten Langlie und Simonsen das Label Secret Quarters, wo nachkommend die weiteren Veröffentlichungen der Band, sowie andere Projekte der Beteiligten erschienen. Auf Repose folgten Medusa Truth, Part 1 2014 und Medusa Truth, Part 2 2018. Die Resonanz auf die Alben fiel überwiegend positiv aus.

### Stil
Omit wird als „Melodic Doom Metal“, Atmospheric Doom, Gothic Metal und Funeral Doom beschrieben. Die Gruppe arrangiere reich orchestrierte Musik mit Streicherarrangements und akustischen Passagen um den Mezzosopran von Cecilie Langlie. Trotz der epischen Atmosphäre sei Omit „weit entfernt vom typischen Bombast des modernen Symphonic Metal“ und orientiere sich überwiegend an einer tragisch-traurigen Atmosphäre. Die Gruppe wird mit ihrer Musik in Relation zu Funeral, Lethian Dreams und The 3rd and the Mortal gesehen.

„Atmosphärisch stark verbinden sich hier schwere Gitarren, lava-artige Geschwindigkeit mit einer engelsgleichen Stimme, Streicherklängen und Glockenspiel; vereint sich melancholischer Doom mit Ethereal. Dabei entsteht eine majestätische Schwere und Eleganz, die auf gewisse Weise eine faszinierende, emotionale Leichtigkeit ausstrahlt.“

### Rezeption
Die internationalen Reaktionen auf das Debüt Repose bescheinigten der Gruppe hohe musikalische Qualität und lobten das Album, wie Bastian für Metal.de als „ein überaus gelungenes Werk, mit dem sich die Band einen überzeugenden Platz auf der weiten Landkarte des Doom Metals“, oder wie Dominik Sonders für Doom-Metal.com als „absolut essentiell“. Weitere Besprechungen lobten Repose als „besonders empfehlenswert für regnerische Tage“, ein „spektakuläres Kunstwerk“, ein „faszinierendes und ambitioniertes, vielversprechendes Debüt“, „ein sehr raffiniertes Werk“, „besonders raffinierte und schmerzhafte Musik voller Pathos“, das Album sei „wirklich wertvoll“ und als ein Album, das mit Langlie „eine der besten Frauenstimmen, die [der Rezensent] je gehört“ habe aufweise. An anderer Stelle wird die Darbietung der gesamten Band als „eine königliche, raffinierte und idyllische Performance“ gelobt.
Die Resonanz auf das 2014 veröffentlichte Medusa Truth, Part 1 fiel dem Debüt Gegenüberstehend gemischt aus. Dominik Sonders besprach das Album erneut für Doom-Metal.com um zog den vergleichenden Schluss, dass die Qualität von Repose für Medusa Truth, Part 1 unerreicht bleibe. Für Angry Metal Guy bemängelte Madam X das Album als zu kurz und fehlende Kraft, bescheinigte der Gruppe dennoch enormes Potential. Weitere Besprechungen schlossen sich diesem Punkt an, beschrieben es als schwer zugänglich, lobten das Album jedoch als eine „Einladung in der Musik zu versinken“. „Elegant und theatralisch, äthereisch und streichelnd, dunkel und hypnotisch“ hieß das Urteil indes zu der einhellig positiv beurteilten Veröffentlichung von Medusa Truth, Part 2. Es sei „eine Freude und ein Must-Have-Album für alle, die Doom Metal mit einer guten Sängerin“ schätzten. Analog wurde das Album als das beste der Band und Anschlussfähig für Genre-Neulinge und langjährige Anhänger gleichermaßen beurteilt.